# Jakop Dalunde

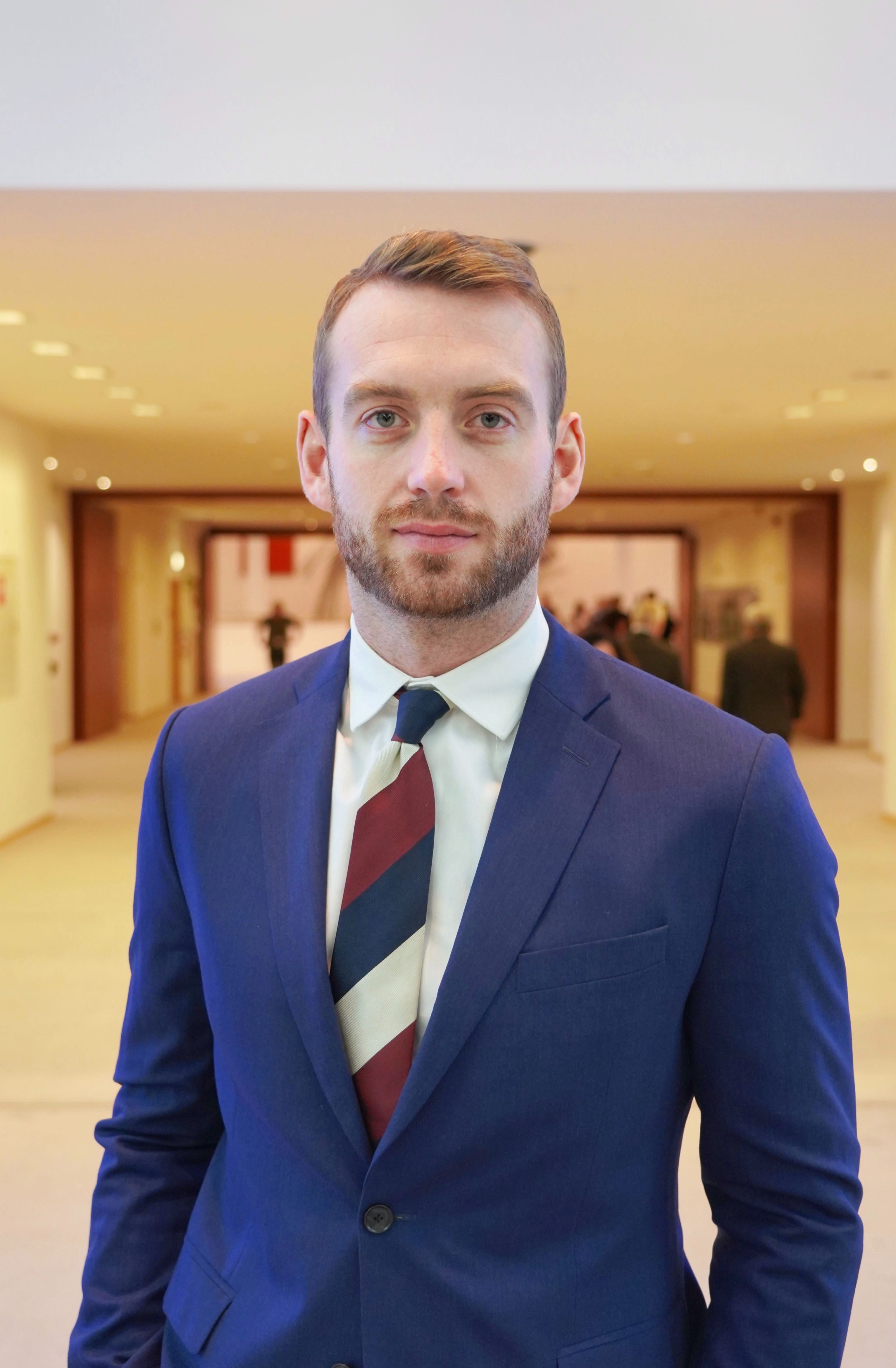
Jakob Dalunde (2018)

Jakop G. Dalunde (* 2. Februar 1984 in Stockholm) ist ein schwedischer Politiker (Miljöpartiet de Gröna). Von 2014 bis 2016 war Dalunde Abgeordneter im schwedischen Reichstag, 2016 rückte er ins Europäische Parlament nach und war bis 2019 dessen Mitglied. 2020 rückte Dalunde erneut ins Europäische Parlament nach und ist seitdem wieder Mitglied der Fraktion Die Grünen/EFA.

## Leben

### Engagement in der Kommunalpolitik
Jakob Dalunde wuchs in Stockholm auf, studierte an der Stockholmer Universität und engagierte sich bereits früh politisch. Von 2006 bis 2008 war Dalunde Mitglied des nationalen Vorstandes der schwedischen Grünen Jugend (Grön ungdom), von 2008 bis 2011 war er zusammen mit Maria Ferm deren Sprecher. Von 2010 bis 2014 war Dalunde Mitglied des Stadtrates der Stadt Stockholm und hatte unter anderem den stellvertretenden Vorsitz des Immobilienausschusses des Rates inne. Parallel arbeitete er unter anderem im Parlamentsbüro der schwedischen Grünen, beim schwedischen Ingenieurverband und der Denkfabrik Fores.

### Wechsel in den schwedischen Reichstag
Bei den Europawahlen im Mai 2014 kandidierte Dalunde auf dem sechsten Platz Europaliste der Grünen. Seine Partei errang jedoch nur 4 Mandate, sodass er einen direkten Einzug verpasste.
Bei den schwedischen Parlamentswahlen im September 2014 kandidierte Dalunde im Wahlkreis Stockholm für ein Mandat im schwedischen Parlament. Auch hier gewann er zwar sein Mandat nicht direkt, da jedoch der Listenplatzerste Per Olsson im Zuge der Regierungsverhandlungen zum Kulturstaatssekretär ernannt worden war, rückte Dalunde ins Parlament nach. Im Parlament war Dalunde Mitglied in den Ausschüssen für Verteidigung, Verkehr und Europa. In der Zeit war er auch verteidigungspolitischer Sprecher seiner Fraktion.

### Wechsel ins Europaparlament
Im Zuge der Regierungsumbildung des Kabinett Löfven im Mai 2016 wurde Peter Eriksson, bis dato Mitglied des Europäischen Parlaments, Staatsminister, sodass Dalunde nachrückte. Er gab sein Mandat im schwedischen Reichstag auf und wechselte nach Brüssel. Er schloss sich dort, wie auch seine anderen Parteikollegen, der Fraktion Die Grünen/EFA an. Für die Fraktion war er vollwertiges Mitglied des Ausschusses für Industrie, Forschung und Energie. Des Weiteren war er stellvertretendes Mitglied im Ausschuss für Landwirtschaft und ländliche Entwicklung (2016–2017), im Ausschuss für Verkehr und Tourismus (2017–2019) und im Ausschuss für auswärtige Angelegenheiten (2017–2019).
Bei den Europawahlen 2019 kandidierte Dalunde erneut für ein Mandat im Europaparlament und konnte sich bei der Aufstellungsversammlung seiner Partei den dritten Listenplatz sichern. Bei der Wahl verlor die Miljöpartiet de Gröna jedoch deutlich an Stimmen (11,4 Prozent; –3,9) und gewann nur noch zwei statt wie zuvor vier Direktmandate, sodass Dalunde den direkten Einzug verpasste. Allerdings wurden durch den Austritt des Vereinigten Königreichs aus der Europäischen Union ein Teil der ehemaligen britischen Parlamentsmandate neu verteilt: Schweden erhielt ein weiteres Parlamentsmandat, dass nach der Mandatszuweisung an die Miljöpartiet de Gröna fiel. Nach Austritt des Vereinigten Königreichs zum 31. Januar 2020 konnte Dalunde neben 26 weiteren (neuen) Abgeordneten ins Europäische Parlament nachrücken. Er trat erneut der Fraktion Die Grünen/EFA bei und wurde für die Fraktion Mitglied im Ausschuss für Verkehr und Tourismus sowie stellvertretendes Mitglied im Ausschuss für Industrie, Forschung und Energie.